# انفکاک (روان‌شناسی)

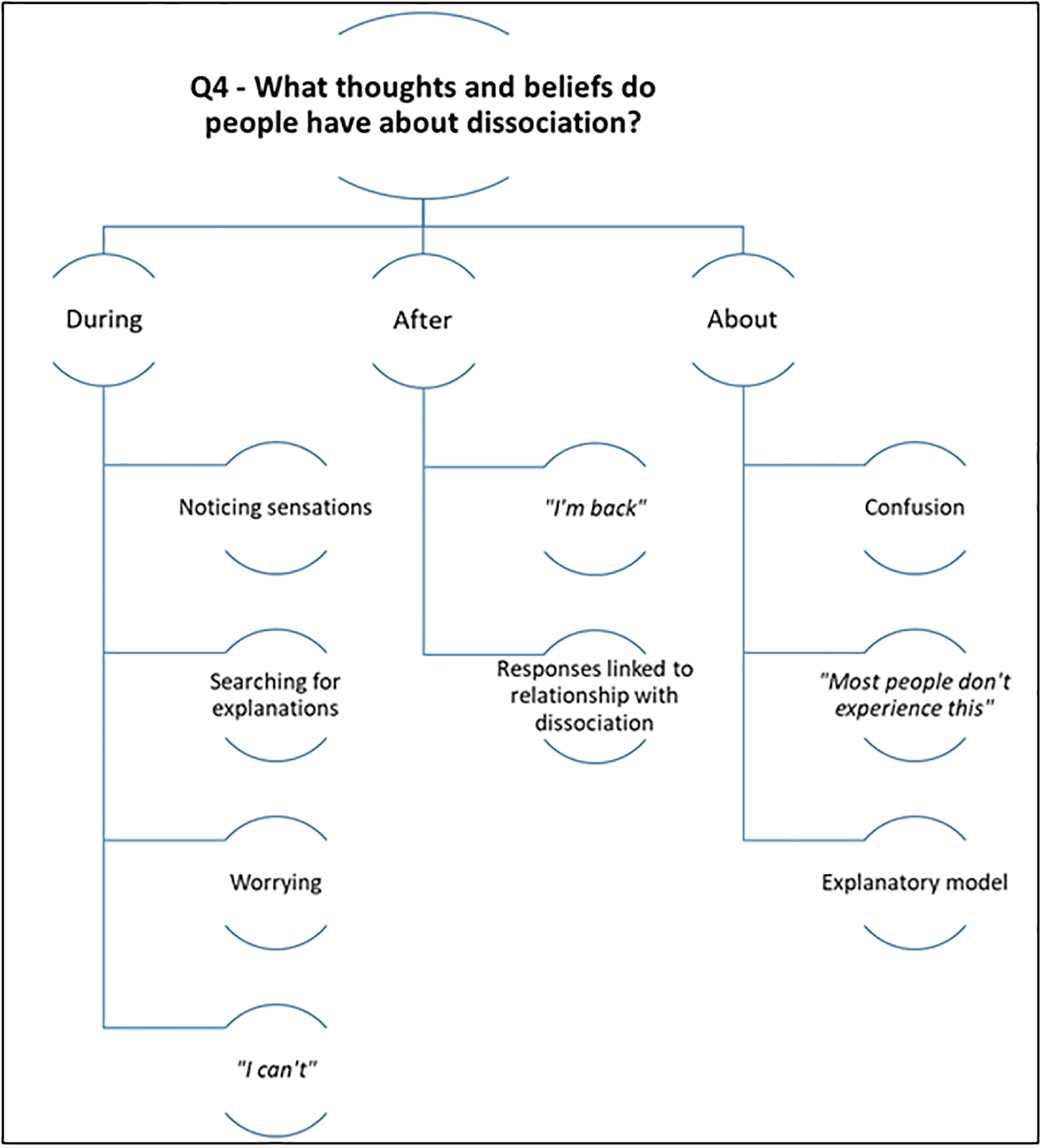
فلوچارت فرد مبتلا به انفکاک

انفکاک (به انگلیسی: dissociation) به معنای جداشدگی، در نظر روان‌شناسان، عبارت است از انفصال عناصر ذهنی از یکدیگر و به تبع آن، ناتوانی از ایجاد وحدت نفسانی است که خود موجب قوام شخصیت بهنجار انسان است.
پیر ژانه (pierre Janet)، اصطلاح dissociation را برای توضیح بیماری‌هائی مانند سستی، فراموشی، فلج روحی و غش وضع کرده‌است و ناتوانی بیمار از ترکیب و جمع‌آوری حالات خود را مانع به وجود آمدن یک شخصیت واحد می‌داند.